# الإبراهيمية (الدبلة)
ناحية الابراهيمية هي إحدى النواحي المستحدثة والتي تتبع إدارياً إلى قضاء القاسم في محافظة بابل . وتعد ناحية الدبلة مركز منطقة الابراهيمية المشهورة بالنخيل بكافة أنواعه والعنب والزراعة. وتعد ناحية الابراهيمية هي حلقة الوصل بين مدينة الحلة من جهة وبين مدينة الهاشمية من جهة أخرى. يوجد فيها مركز شرطة ومركز صحي. كما يوجد بها محطات تصفية مياه ومجمع طبي والعديد من المحال والمجمعات التجارية ويوجد بها شركة الرنا وهي شركة تجارية ومركز تسوق كما ويوجد بها الكثير من المساجد والحسينيات وقاعات المناسبات ويمر بها ما يعُرف بطريق يا حسين . ويفصل بينها وبين ناحية الحصين شط الحلة ويربط بينهم جسر الجسر الكونكريتي كما يوجد مشروع ماء الابراهيمية بطاقة إنتاجية ( 500م٣ ) ويقع فيها مرقد السيد عبد الله بن الحسن المثنى بن الحسن المجتبى بن علي بن ابي طالب غرب الناحية وكذالك مرقد العلوية شريفة بنت الحسن شرق الناحية.

## التقسيم الاداري
تعرف الابراهيمية حاليا بناحية الابراهيمية الدبلة والتي تم استحداثها في يوم الثلاثاء الحادي عشر من شهر أغسطس من عام 2020 بعد أن كانت قرية تابعة إلى ناحية القاسم سابقاً قضاء القاسم حالياً تضم الناحية العديد من الاحياء والقرى المجاوره اشهرها :
حي الدبلة (المركز) : من اكبر الأحياء واشهرها يقع في قلب الناحية ويقع على ضفاف شط الحلة
حي البصيرة : حي كبير ويقع إلى جنوب الناحية ويضم عدد من القرى
حي البشناوة : او قرية البوشناوة يقع إلى غرب الناحية
حي العكرشة : يقع شرق الناحية
حي جناجة : او قرية جناجة ويقع فيها مشروع علاج وايضا يوجد مرقد العلوية شريفة بنت الحسن إلى الشرق من الناحية.
حي ال شغب : احد أحياء الناحية ويقع جنوب الناحية